# Pammaerus quadrus
Pammaerus quadrus là một loài ruồi trong họ Tachinidae.